# Angianthula
Genre
Angianthula est un genre de cnidaires anthozoaires de la famille des Botrucnidiferidae.

## Liste des espèces
Selon World Register of Marine Species (09 janvier 2023) :
- Angianthula bargmannae  Leloup, 1964
- Angianthula cerfontaini  Leloup, 1968